# Denean Howard-Hill
Denean Elizabeth Howard-Hill (ur. 5 listopada 1964 w Sherman) – amerykańska lekkoatletka specjalizująca się w długich biegach sprinterskich, trzykrotna medalistka olimpijska w biegu sztafetowym 4 × 400 metrów: złota (Los Angeles 1984) oraz dwukrotnie srebrna (Seul 1988, Barcelona 1992).
Była żona boksera Virgila Hilla, siostra lekkoatletki Sherri Howard.

## Sukcesy sportowe

### Igrzyska olimpijskie
| Miejsce | Dzień          | Rok  | Miejscowość | Konkurencja        | Czas biegu  | Strata   | Zwycięzca     |
| ------- | -------------- | ---- | ----------- | ------------------ | ----------- | -------- | ------------- |
| 6.      | 26 września    | 1988 | Seul        | bieg na 400 m      | 51,12 s     | + 2,47 s | Olha Bryzhina |
| srebro  | 1 października | 1988 | Seul        | sztafeta 4 × 400 m | 3:15,51 min | + 0,34 s | ZSRR          |

### Mistrzostwa świata
| Miejsce | Dzień       | Rok  | Miejscowość | Konkurencja        | Czas biegu  | Strata   | Zwycięzca             |
| ------- | ----------- | ---- | ----------- | ------------------ | ----------- | -------- | --------------------- |
| 13.     | 9 sierpnia  | 1983 | Helsinki    | bieg na 400 m      | 52,06 s     | -        | Jarmila Kratochvílová |
| 5.      | 14 sierpnia | 1983 | Helsinki    | sztafeta 4 × 400 m | 3:27,57 min | + 7,84 s | NRD                   |
| 10.     | 30 sierpnia | 1987 | Rzym        | bieg na 400 m      | 51,28 s     | -        | Olha Bryzhina         |
| brąz    | 6 września  | 1987 | Rzym        | sztafeta 4 × 400 m | 3:21,04 min | + 2,41 s | NRD                   |

### Igrzyska panamerykańskie
| Miejsce | Dzień       | Rok  | Miejscowość  | Konkurencja        | Czas biegu  | Strata   | Zwycięzca          |
| ------- | ----------- | ---- | ------------ | ------------------ | ----------- | -------- | ------------------ |
| brąz    | 13 sierpnia | 1987 | Indianapolis | bieg na 400 m      | 50,72 s     | + 0,45 s | Ana Fidelia Quirot |
| złoto   | 16 sierpnia | 1987 | Indianapolis | sztafeta 4 × 400 m | 3:23,35 min | -        | -                  |

### Rekordy życiowe
- bieg na 400 metrów – 49,87 – Seul 25/09/1988